# Ceratopteris
Ceratopteris,  rod papratnjača u porodici bujadovki. Postoji 8 priznatih vrsta raširenih širom svijeta po svim tropskim krajevima, od kojih su dvije vrste iz Kine opisane tek 2022. godine

## Vrste
1. Ceratopteris chingii Y.H.Yang & Jun H.Yu
2. Ceratopteris chunii Y.H.Yang
3. Ceratopteris cornuta (P.Beauv.) Lepr.
4. Ceratopteris oblongiloba Masuyama & Watano
5. Ceratopteris pteridioides (Hook.) Hieron.
6. Ceratopteris richardii Brongn.
7. Ceratopteris shingii Y.H.Yan & Rui Zhang
8. Ceratopteris thalictroides (L.) Brongn.

## Sinonimi
- Cryptogenis Rich.ms. ex Brongn.
- Ellebocarpus Kaulf.
- Furcaria Desv.
- Parkeria Hook.
- Teleozoma R.Br.